# Jean-Armel Drolé
Jean-Armel Drolé (Abidjan, 18 agosto 1997) è un calciatore ivoriano, attaccante dell'Aquila.

## Biografia
Arriva a Palermo nel 2013; qui incontra Massimo Tutrone, responsabile tecnico della Tieffe Palermo, che lo accoglie nella propria scuola calcio.
Vive a Perugia con la famiglia.

## Caratteristiche tecniche
È un'ala sinistra.

## Carriera

### Club
Il 23 agosto 2015 viene tesserato dal Perugia. Esordisce in Serie B il 19 settembre contro il Crotone (0-0), subentrando al 78' al posto di Lanzafame. Il 30 gennaio 2017 passa in prestito oneroso con diritto di riscatto all'Antalyaspor. Esordisce nel campionato turco il 30 aprile in Adanaspor-Antalyaspor (2-5), subentrando al 66' al posto di Mbilla Etame. Colleziona un'altra presenza all'ultima giornata contro il Gaziantepspor (4-1), segnando una doppietta.
A fine stagione viene riscattato dall'Antalyaspor, che il 6 settembre 2017 lo cede in prestito all'Ümraniyespor, nella seconda divisione turca. Il 25 luglio 2019 passa in prestito al Las Palmas, in Segunda División. Il 9 settembre 2022 torna in Italia, accordandosi con il Fano, in Serie D.

### Nazionale
Nel 2016 ha giocato una partita nella nazionale ivoriana Under-20.

## Statistiche

### Presenze e reti nei club
Statistiche aggiornate al 22 dicembre 2023.
| Stagione           | Squadra            | Campionato         | Campionato | Campionato | Coppe nazionali | Coppe nazionali | Coppe nazionali | Coppe continentali | Coppe continentali | Coppe continentali | Altre coppe | Altre coppe | Altre coppe | Totale | Totale | Totale |
| Stagione           | Squadra            | Comp               | Pres       | Reti       | Comp            | Pres            | Reti            | Comp               | Pres               | Reti               | Comp        | Pres        | Reti        | Pres   | Reti   |        |
| ------------------ | ------------------ | ------------------ | ---------- | ---------- | --------------- | --------------- | --------------- | ------------------ | ------------------ | ------------------ | ----------- | ----------- | ----------- | ------ | ------ | ------ |
| 2015-2016          | Perugia            | B                  | 23         | 1          | CI              | 0               | 0               | -                  | -                  | -                  | -           | -           | -           | 23     | 1      |        |
| 2016-gen. 2017     | Perugia            | B                  | 7          | 0          | CI              | 2               | 1               | -                  | -                  | -                  | -           | -           | -           | 9      | 1      |        |
| Totale Perugia     | Totale Perugia     | Totale Perugia     | 30         | 1          |                 | 2               | 1               |                    | -                  | -                  |             | -           | -           | 32     | 2      |        |
| gen.-giu. 2017     | Antalyaspor        | SL                 | 2          | 2          | TK              | -               | -               | -                  | -                  | -                  | -           | -           | -           | 2      | 2      |        |
| 2017-2018          | Ümraniyespor       | 1L                 | 19+2       | 7+2        | TK              | 1               | 1               | -                  | -                  | -                  | -           | -           | -           | 22     | 10     |        |
| 2018-2019          | Antalyaspor        | SL                 | 20         | 0          | TK              | 4               | 2               | -                  | -                  | -                  | -           | -           | -           | 24     | 2      |        |
| 2019-2020          | Las Palmas         | SD                 | 6          | 0          | CR              | 0               | 0               | -                  | -                  | -                  | -           | -           | -           | 6      | 0      |        |
| 2020-2021          | Antalyaspor        | SL                 | 2          | 0          | TK              | 0               | 0               | -                  | -                  | -                  | -           | -           | -           | 2      | 0      |        |
| Totale Antalyaspor | Totale Antalyaspor | Totale Antalyaspor | 24         | 2          |                 | 4               | 2               |                    | -                  | -                  |             | -           | -           | 28     | 4      |        |
| gen.-giu. 2022     | Doxa Katōkopias    | A                  | 3+7        | 0          | CC              | -               | -               | -                  | -                  | -                  | -           | -           | -           | 10     | 0      |        |
| 2022-2023          | Fano               | D                  | 24+2       | 6          | CI-D            | -               | -               | -                  | -                  | -                  | -           | -           | -           | 26     | 6      |        |
| 2023-2024          | Botoșani           | L1                 | 12         | 1          | CR              | 1               | 1               | -                  | -                  | -                  | -           | -           | -           | 13     | 2      |        |
| Totale carriera    | Totale carriera    | Totale carriera    | 129        | 19         |                 | 8               | 5               |                    | -                  | -                  |             | -           | -           | 137    | 24     |        |